# Новосадски дечији културни центар
Новосадски дечији културни центар је најмлађа установа културе чији је оснивач Град Нови Сад. Налази се у улици Радничка бр. 20.

## Историјат
Новосадски дечији културни центар је почео са радом у мају 2019. године. У својој програмској пракси се ослања на реализацију програма намењених деци и младима у оквиру Манифестације културе и образовања деце „Распустилиште” коју је покренула група књижевника, педагога и уметника 1983. године у оквиру Културног центра Новог Сада са намером да се деци и младима попуни слободно време током зимског распуста квалитетним и активним садржајима. Новосадски дечији културни центар је основан са циљем да својим континуираним програмским делатностима испуни потребе деце и младих у свим областима културе. Њихове делатности су усмерене примарно на основну циљну групу, децу и младе до завршене средње школе, као директне кориснике, али и на њихове родитеље, старатеље, културне раднике, стручне сараднике из области образовања деце и младих, студенте културолошких и хуманистичких студија, научне раднике и уметнике из свих области културе.
Циљ им је стварање новог креативног производа стваралаца и нове стално присутне, освешћене публике. Организују бројне програме, фестивале, ликовне и музичке радионице, изложбе, ликовне колоније, ликовне конкурсе и манифестације који обухватају ликовне, сценске и музичке програме, манифестације, интерсекторску и међународну сарадњу, издавачку делатност и програме дечје културне станице „Млин”. Мисија им је да оснаже, унапреде, инспиришу, развију и задовоље све потребе за културним садржајима и континуираним неформалним културним образовањем деце и младих до завршене средње школе у граду Новом Саду, а визија да својим деловањем и активностима активно спајају културне установе у граду, покрајини, земљи и иностранству и промовишу јединственост и разноврсност културне понуде за децу и младе.

## Активности
Неке од активности Новосадског дечијег културног центра су:
- Прослава рођендана Јована Јовановића Змаја
- Светски дан детета
- Светски дан особа са аутизмом
- Светски дан позоришта
- Светски дан борбе против сиде
- Међународни дан проналазача
- Међународни дан писмености
- Међународни дан жена
- Међународни дан матерњег језика
- Дан Европе
- Дан града Новог Сада
- Дан Организације уједињених нација
- Дечја недеља
- Међународни музички фестивал за децу „Шкољкице”
- Манифестација „Дечји робокуп Србије – Сусрет светова”
- Ликовна колонија за децу